# Ȣ
Ȣ (minuskule ȣ) je písmeno používané v algonkinštině, wendatštině (huronštině) a v jednom z existujících zápisů západní abnakštiny. V minulosti také bylo používáno v zápisovém systému odžibwštiny vytvořeným Jeanem-André Cuoqem. Hláska západní abnakštiny zachycována písmenem Ȣ je v ostatních existujících systémech zápisu zapisována jako Ô nebo jako O̲.
V cyrilici existuje podobné písmeno Ꙋ (minuskule ꙋ), což je svislá varianta písmena Ѹ.